# Richard Balam
Richard Balam (activ în anii 1653) a fost un matematician englez. Balam este autorul lucrării Algebra, or the Doctrine of composing, inferring, and resolving an Equation (Algebra, sau Doctrina de compunere, deducere și rezolvare a unei ecuații) din 1653. Este o posibilă sursă în scrierea tratatului referitor la progresiile geometrice Mathesis Universalis (1657) redactat de John Wallis.
A fost discipolul și prietenul lui William Oughtred.